# Jean-Jacques Lamboley
Jean-Jacques Lamboley   (Héricourt, 10 de setembre de 1920 - Thonon-les-Bains, 20 de juliol de 1999) va ser un ciclista francès que va ser professional entre 1946 i 1951. Combinà el ciclisme en pista amb el ciclisme en ruta. Els seus principals èxits els aconseguí en pista, proclamant-se campió del món de mig fons el 1948.
La seva neta Soline també s'ha dedicat al ciclisme.

## Palmarès
- 1947
  -  Campió de França de mig fons
- 1948
  -  Campió del món de mig fons
  -  Campió de França de mig fons

Fonts: